# Jüdischer Friedhof (Veselí nad Moravou)
Koordinaten: 48° 56′ 59,8″ N, 17° 22′ 39,4″ O

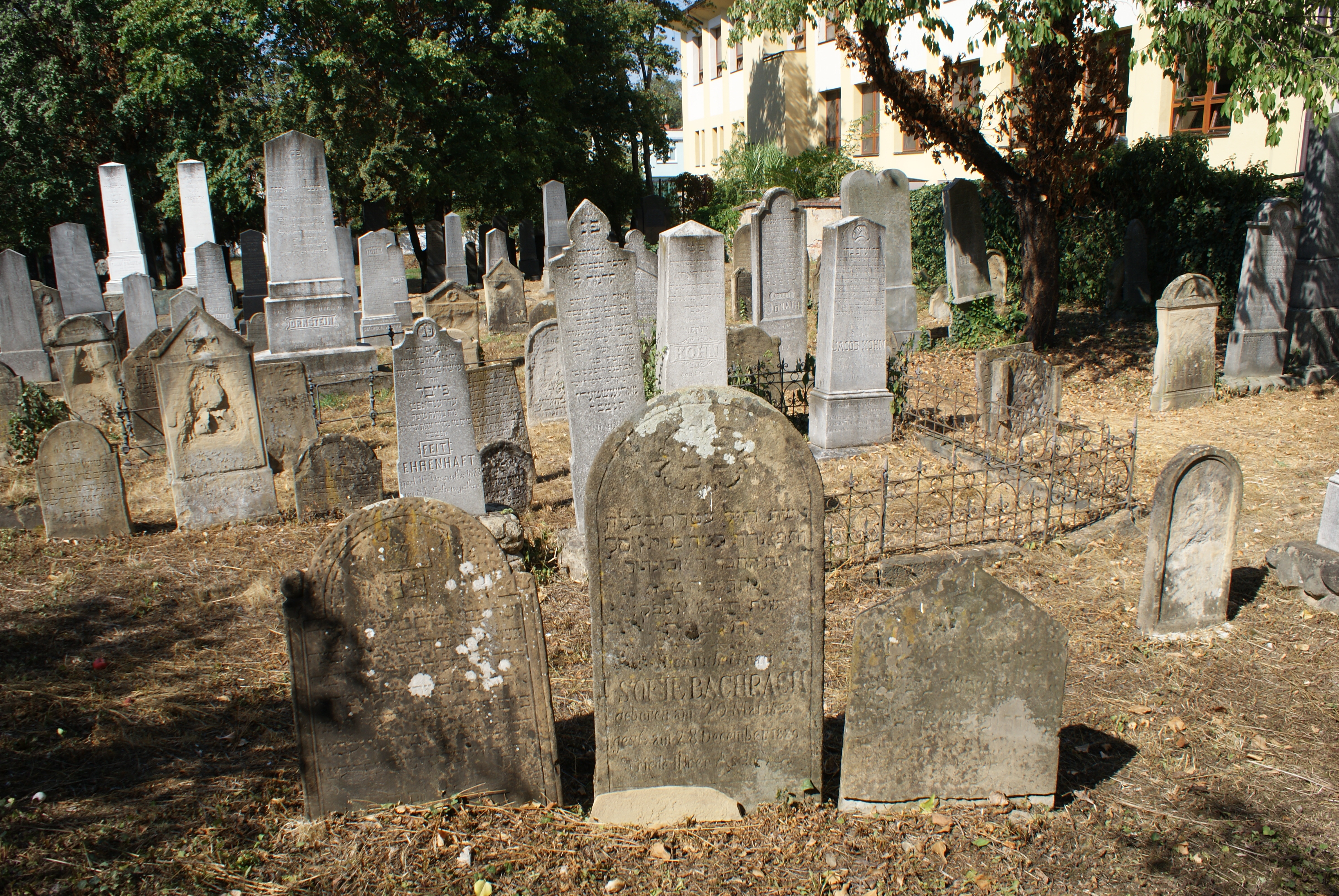
Jüdischer Friedhof in Veselí nad Moravou

Der Jüdische Friedhof in Veselí nad Moravou (deutsch Wessely an der March), einer Stadt im Okres Hodonín der Südmährischen Region in Tschechien, wurde 1784 angelegt. Auf dem 1536 Quadratmeter großen jüdischen Friedhof sind noch viele Grabsteine erhalten.